# Eisgekühlter Bommerlunder
Eisgekühlter Bommerlunder è una canzone tedesca, molto nota in Germania. Il Bommerlunder è un cosiddetto Schnapps (grappa) con una percentuale alcolica di circa il 38%. La canzone è un inno alla sbronza, una sorta di canzone da osteria.

## Testo
Eisgekühlter Bommerlunder

Bommerlunder eisgekühlt

Eisgekühlter Bommerlunder

Bommerlunder eisgekühlt

und dazu

Ein belegtes Brot mit Schinken

(gridato) Schinken!

Ein belegtes Brot mit Ei

(gridato) Ei!

Das sind zwei belegte Brote

Eins mit Schinken, eins mit Ei

und dazu ...
Queste due strofe sono ripetute ad oltranza e ogni volta che chi canta raggiunge "und dazu" la canzone deve accelerare, continuando finché non si riesce più a cantare.

### Traduzione
Il testo della canzone, significa letteralmente:
Ghiacciato Bommerlunder

Bommerlunder ghiacciato

ghiacciato Bommerlunder

Bommerlunder ghiacciato
E con quello

un panino con il prosciutto

Prosciutto!

un panino con l'uovo

Uovo!

Questi sono due panini, uno con il prosciutto e l'altro con l'uovo

E con questi...

## Musica contemporanea
Un gruppo tedesco molto famoso, Die Toten Hosen, ha suonato una celebre versione della canzone, che fu registrata live, uscita come singolo nel 1983 e inserita nell'album dal vivo Bis zum bitteren Ende.
Nel 1983, Fab Five Freddy ha creato una versione Hip Hop della canzone, con il titolo di "Hip Hop Bommi Bop" insieme a Die Toten Hosen, considerata la prima co-produzione di punk e Hip Hop. Il singolo fu venduto con una piccola bottiglia di Bommerlunder inclusa in ogni custodia.
Gli Askra, un gruppo punk folk sardo, ha inciso nel 1996 una cover del brano Eisgekühlter Bommerlunder dei Die Toten Hosen riadattandola in lingua sarda con il titolo Petha 'e anzone che compare come ultimo brano nell'album A sa muta!.